# Сан-Роман (Минас-Жерайс)
Сан-Роман (порт. São Romão) — муниципалитет в Бразилии, входит в штат Минас-Жерайс. Составная часть мезорегиона Север штата Минас-Жерайс. Входит в экономико-статистический микрорегион Пирапора. Население составляет 8137 человек на 2006 год. Занимает площадь 2431,658 км². Плотность населения — 3,3 чел./км².

## История
Город основан 23 октября 1668 года.

## Статистика
- Валовой внутренний продукт на 2003 год составляет 20 051 266,00 реалов (данные: Бразильский институт географии и статистики).
- Валовой внутренний продукт на душу населения на 2003 год составляет 2514,27 реалов (данные: Бразильский институт географии и статистики).
- Индекс развития человеческого потенциала на 2000 год составляет 0,649 (данные: Программа развития ООН).